# Kopranik
Kopranik is een berg in Kosovo/Servië. Het is onderdeel van de Prokletije en heeft een hoogte van 2460 meter. Op de hellingen aan de noordzijde bevindt zich de Rugovskakloof, dat een toeristische plaats is in Kosovo.